# Chauncey Wright
Chauncey Wright (Northampton, 1830 – Cambridge, 1875) è stato un filosofo statunitense.
Segretario dell'American Academy of Arts and Sciences dal 1863 al 1870, fu docente alla Harvard University. Sostenitore di Charles Darwin, si schierò però contro Herbert Spencer, difendendo l'empirismo più rigoroso.